# Sudżuk
Sudżuk (tr. Sucuk, [ˈsuʤuk]) – mocno przyprawiona surowa kiełbasa, wytwarzana z wołowiny, jagnięciny i cielęciny. Sudżuk jest szeroko rozpowszechniony od Europy Południowo-Wschodniej przez Turcję po różne kraje arabskie, a obecnie także w Europie. Mięso to przyprawia się solą, pieprzem, pieprzem cayenne, zielem angielskim, kminkiem, czosnkiem i innymi składnikami, a w przypadku produkowanego przemysłowo tureckiego Parmaku Sucuk, glutaminianem (wzmacniacz smaku). Sudżuk jest również suszony na powietrzu lub wędzony.
Sudżuk z wołowiny wykorzystuje się głównie w Turcji, Bośni i Hercegowinie, Albanii, Armenii, Bułgarii, Kazachstanie i Kirgistanie.
Sudżuk spożywa się najczęściej na ciepło, najczęściej w plasterkach i smaży na własnym tłuszczu, np. na śniadanie z jajkami, podpłomykiem i herbatą. Jako przekąskę można ją grillować, podobnie jak kebab, podawać w pieczywie lub stosować jako nadzienie do gözleme (cienkie pieczywo spożywane w kuchni tureckiej, zwłaszcza anatolijskiej) lub pasztetów.

## Etymologia i terminologia
Po raz pierwszy sudżuk zostało wspomniane w XI wieku przez Mahmuda al-Kaszgari w Dīwān Lughāt al-Turk (pierwszy słownik języka tureckiego) jako suɣut. W XIV wieku wspomniał o tym mięsie Abu Hayyan al-Gharnati w swojej pracy zatytułowanej Kitab al-'idrak li-lisan al-'atrak (arab. ‏كتاب الإدراك للسان الأتراك‎). Prawdopodobnie wyewoluowało z języka środkowo-irańskiego słowa poświadczonego we wczesnym nowoperskim jako zīç (زيچ) i ziwīdj (زویج) (oznaczającego odpowiednio „rozciąganie, pasek, sznur” i „kiełbasa”), które później przyjęło formę zīçak (زیچک), podczas gdy zaproponowano również pochodzenie tureckie. Nazwy pokrewne występują także w innych językach turkijskich, np. kazachskim: шұжық shujyq i kirigiskim: чучук chuchuk.
Turecka nazwa sucuk została w dużej mierze przyjęta w niezmienionej formie przez inne języki regionu, w tym m.in: gaguski sucuk, albański suxhuk, arabski ‏سُجُق‎ sujuq, ormański սուջուխ suǰux, bośniacki sudžuk lub sudžuka, bułgarski суджук sudżuk, grecki σουτζούκι sutzúki, macedoński суџук sudżuk, azerbajżański sucuq, rumuński sugiuc lub ghiuden, rosyjski суджук sudzhuk, serbsko-chorwacki sudžuk / cyџyк, kurdyjski benî, sicûq.

## Wartości odżywcze
Doniesiono, że sudżuk z Turcji zawierał średnio 24,5% białka, 31,5% tłuszczu, 35,65% wilgoci i 3,80% soli. Zawartość tłuszczu w sudżuku jest bardzo zmienna; niektóre badane marki sudżuków zawierały jedynie 23% tłuszczu, inne zaś przekraczały 42%.

## Produkcja
W Turcji głównym surowcem do produkcji sudżuku jest wołowina. Na początku procesu mięso jest wstępnie mielone na talerzach o średnicy 14–16 milimetrów (0,55–0,63 cala) i sprawdzane pod kątem zawartości tłuszczu. Następnie mięso miesza się z solą peklującą zawierającą 0,5% azotynu sodu i przechowuje przez 8–16 godzin w temperaturze 8–12 ° C (46–54 ° F) w celu dalszej obróbki. Następnie wstępnie zmielone mięso miesza się z zamrożonym i zmielonym tłuszczem z ogona, łójem wołowym, łojem i dodatkami takimi jak przyprawy, askorbinian, dekstroza i kultura starterowa. Mieszankę ponownie mielono na płytki o grubości 1,6–5 milimetrów (0,063–0,197 cala), co tworzy mozaikową strukturę sudżuku. Od tego momentu produktem napełnia się osłonki wykonane z kolagenu lub włókna i osłonki te skręca się lub wiąże w celu porcjowania sudżuku.
Sudżuk jest następnie przygotowywany do procesu dojrzewania, który składa się z etapów fermentacji i pofermentacji. W pierwszym dniu fermentacji produkt pozostawia się w środowisku o wysokiej wilgotności względnej, około 22–23 ° C (72–73 ° F). Następnie każdego dnia wilgotność względna i temperatura są stopniowo obniżane, aż do 18 ° C (64 ° F) i 88% wilgotności względnej w ostatnim i trzecim dniu fermentacji. Na koniec etapu pH produktu należy obniżyć do 4,9–5,0. Na etapie pofermentacyjnym sucuk jest dojrzewany i suszony do momentu, aż wilgotność kiełbasy spadnie poniżej 40%.

Regionalna odmiana sudżuka
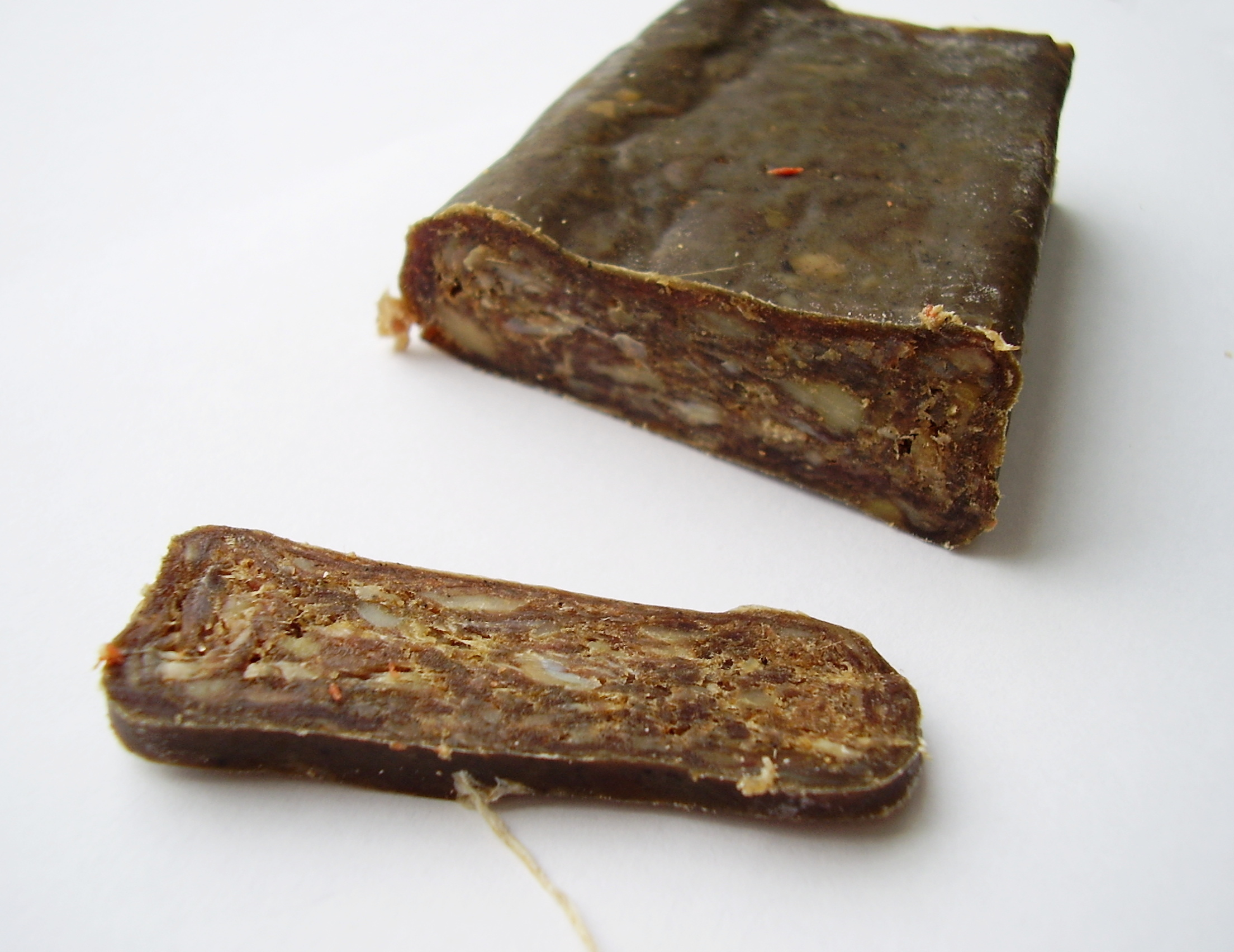
Suǰux z Armenii
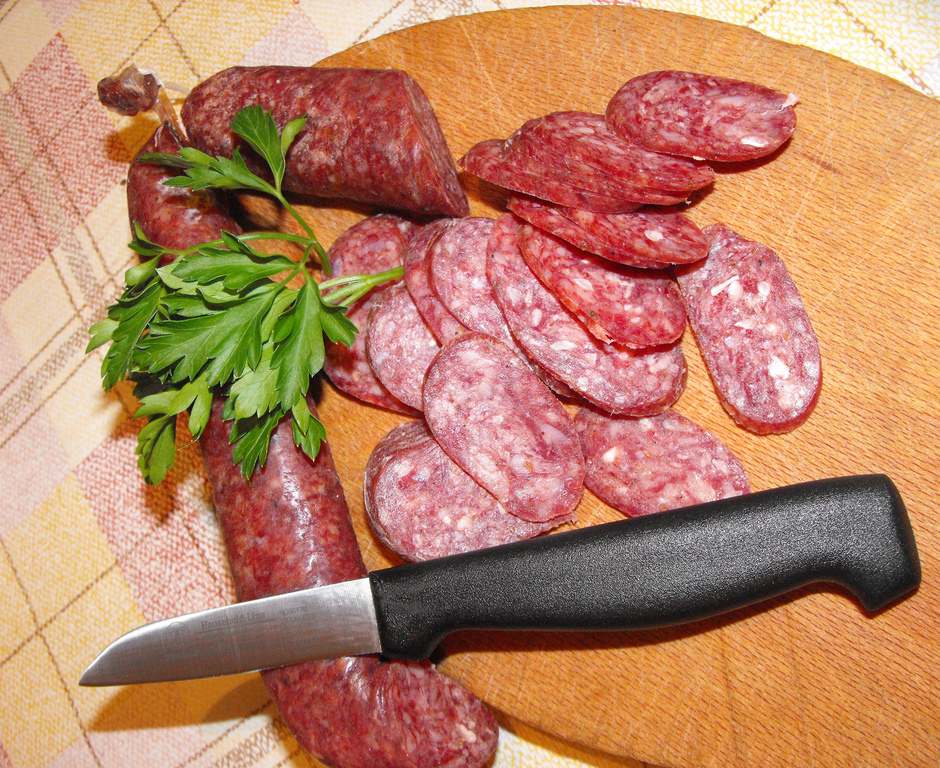
Sudzhuk z Bułgarii
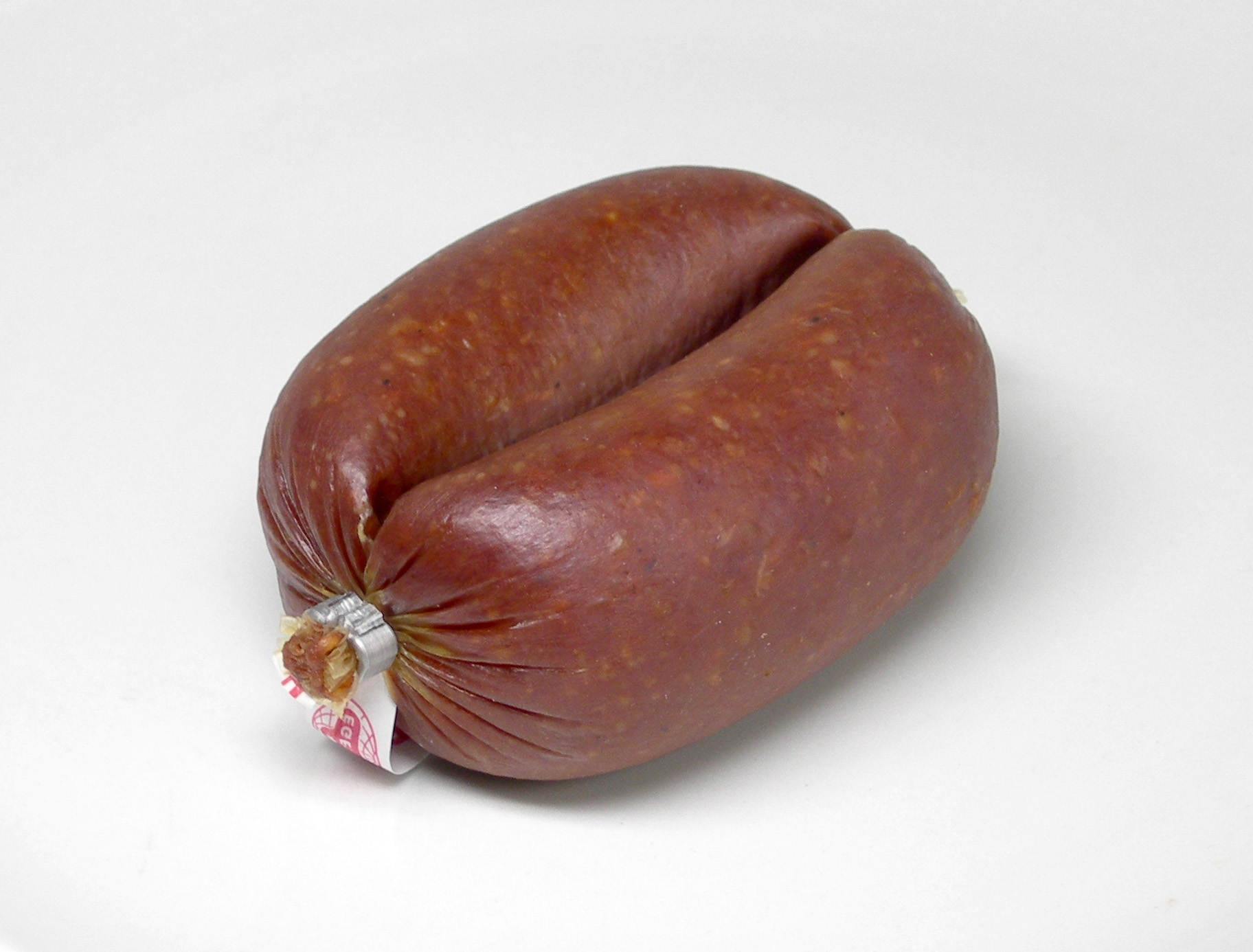
Sudżuk z Turcji
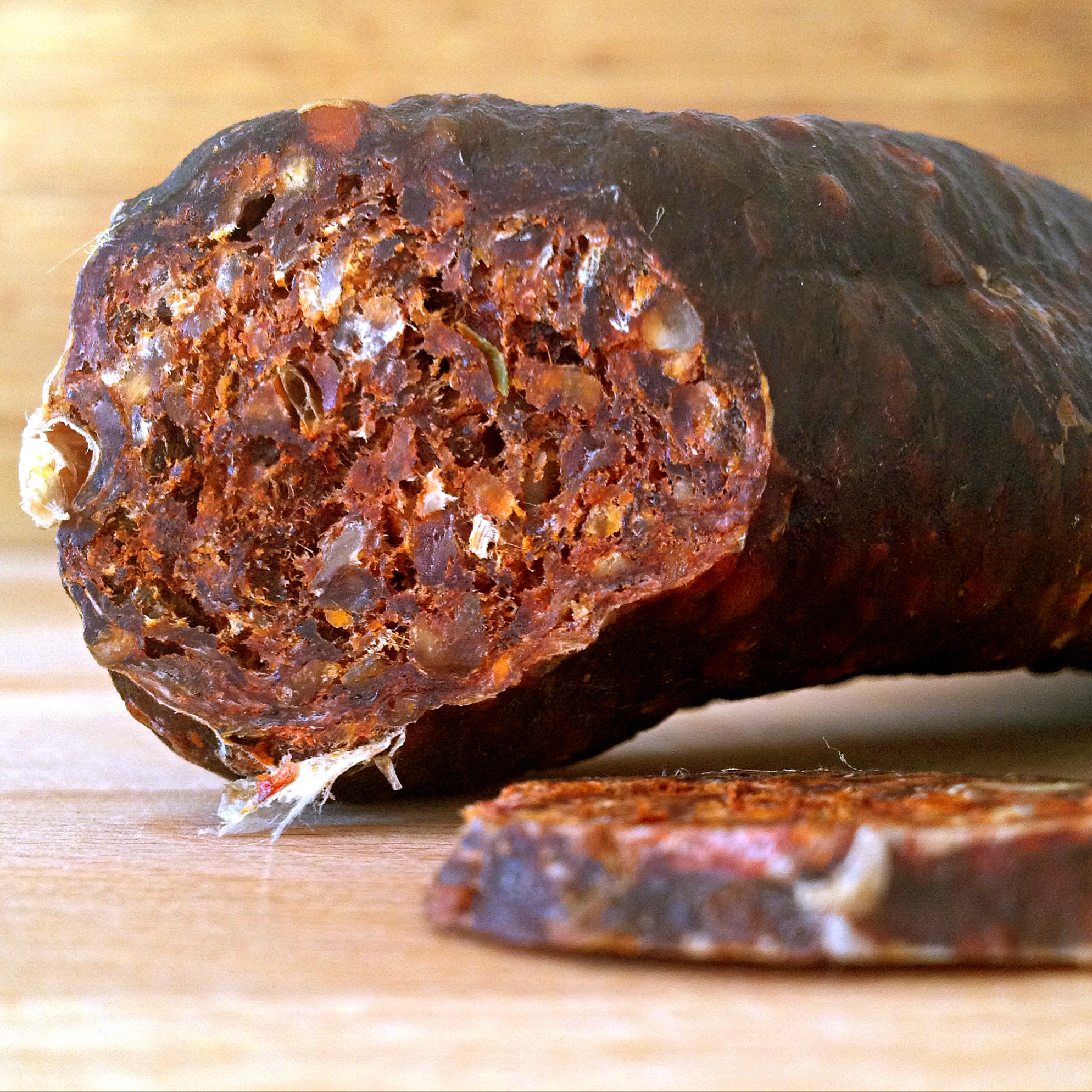
Suxhuk domowej roboty z Kosowa

## Dania przygotowywane z sudżukiem
Cienkie plasterki sudżuku można usmażyć na odrobinie masła, większe kawałki można grillować. Sucuklu yumurta, co dosłownie oznacza „jajka z sudżuk”, jest powszechnie podawane jako tureckie danie śniadaniowe. Sucuklu yumurta to proste danie składające się z jajek sadzonych gotowanych razem z sudżukiem, ale sudżuk można również dodać do innych dań z jajek, takich jak menemen (podobne do szakszuka, ale z jajecznicą zamiast jajek w koszulce).
Sudżuk można dodawać do wielu potraw, w tym do gulaszu fasolowego (kuru fasulye), ciastek z nadzieniem z ciasta filo (burek) oraz jako dodatek do pizzy lub pita.

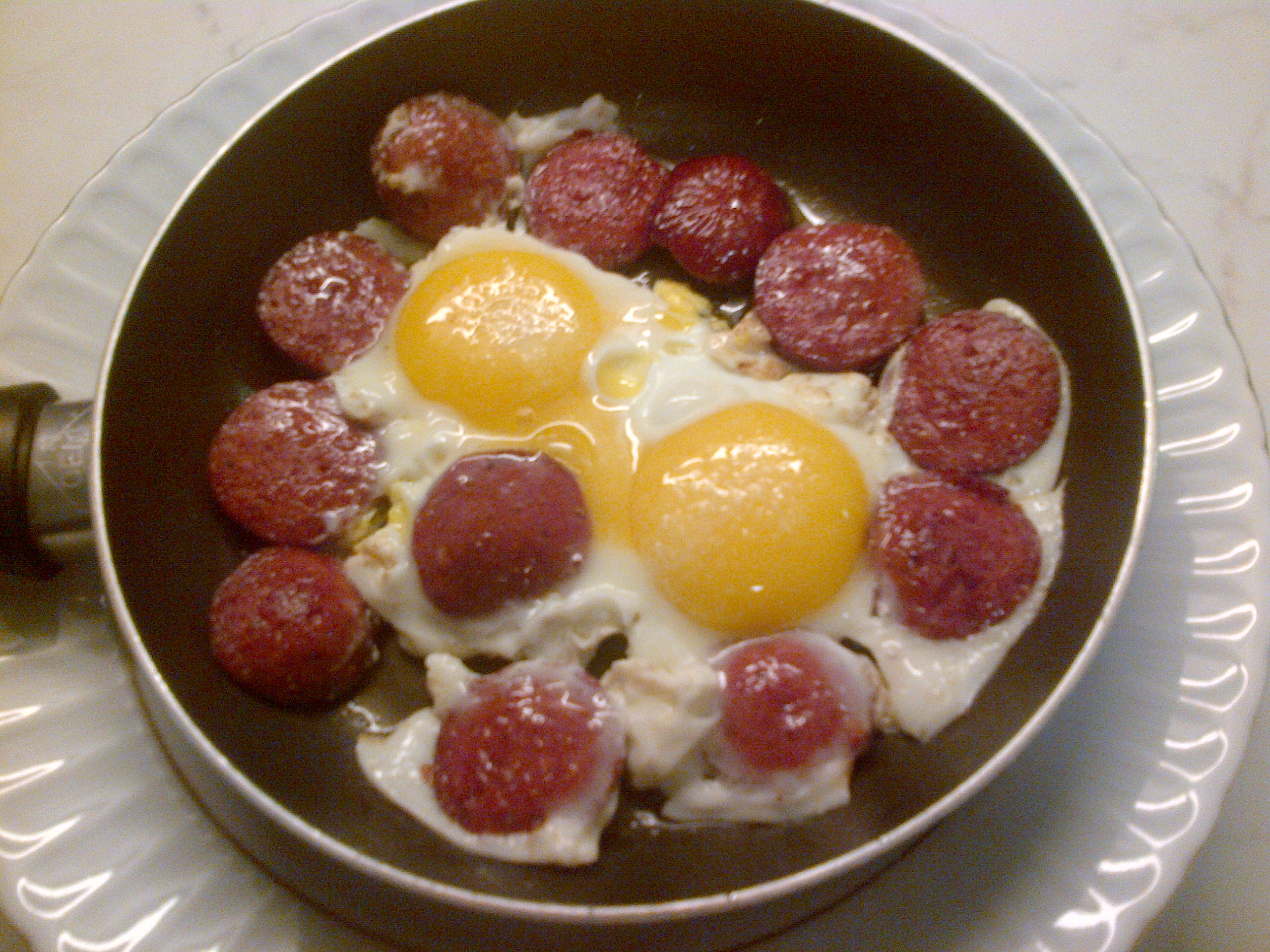
Jajka z sudżukiem
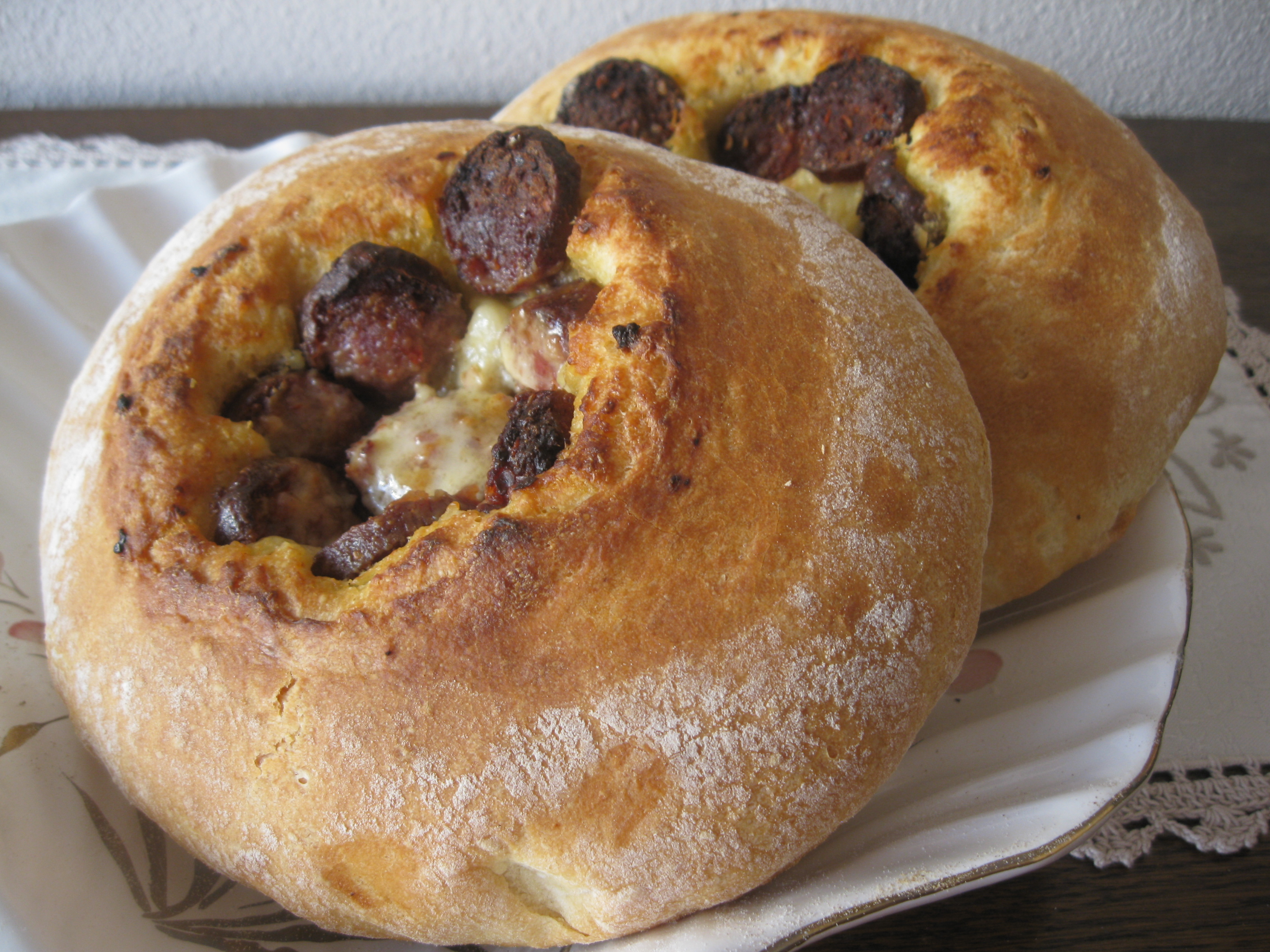
Chleb z sudżukiem